# Борошнисті червці
Борошнисті червці (Pseudococcidae) — родина блощиць групи Червці (Coccoidea). Охоплює більше 270 родів (понад 2200 видів). У Європі відзначені понад 330 видів. Мешкають вони не тільки в тропіках і субтропіках, але і в областях з помірним кліматом.
Деякі з них, в процесі еволюції, перейшли на підземний спосіб життя. Найвідоміші кореневі та земляні червці, це представники родів Rhizoecus і Geococcus.
Більшість борошнистих червців живляться на надземних частинах рослин, ховаючись у пазухах листків, складках кори, або на нижній частині листової пластинки.

## Опис
Борошнистим червцям властивий виразний статевий диморфізм. Тобто самки і самці значно різняться один від одного.
Самки мають яскраво виражену гробачну будову. Тіло самок не розділене на голову, груди і черевце. Круглі, овальні, або довгасті, з більш опуклою верхньою стороною тіла, і приплескуватою нижньою. Покриви тіла м'які. Ходильні кінцівки (3 пари) невеликі і мало помітні. У деяких видів самки нерухомі, у інших можуть пересуватися протягом усього життя. Тіло самки вкрите восковмісними слизом, найчастіше, білого кольору. Восковмісна плівка може бути рівномірною, але найчастіше, утворює вирости подібні до пластин або щетинок. Ці тендітні утворення можуть вкривати все тіло, а можуть бути зосереджені тільки по краю тіла, або на кінці черевця.
Термін життя самок більшості видів — 3-6 місяців. Плодючість 300–800 яєць, залежно від виду.
Самки деяких видів захищають відкладені яйця грудками з волокнистих воскоподібних виділень, інші прикривають відкладені яйця власним тілом.
Самці — малопомітні, нагадують дрібних білястих комариків. Їхнє тіло, так само, вкрите білою восковмісною поволокою. Самці багатьох видів мають довгі білі тендітні щетинки на кінці черевця.
Термін життя — від декількох днів, до місяця.
Для успішного розмножування багатьох видів червців самці взагалі не потрібні. Деякі види мають співвідношення самці: самки — 1:1 в природі, але потрапляючи  у теплиці, співвідношення статей у цих видів змінюється в бік зростання чисельності самок.
Личинки. Личинок перших поколінь називають бродяжками. Вони пересуваються по рослині в пошуках найзручніших і найбезпечніших місць для живлення. Бродяжки вкрай малі і майже не видні неозброєним оком.
Личинки старших поколінь схожі на самок і відрізняються тільки розмірами.
Яйця. Яйця більшості видів білясті округлі напівпрозорі.

## Шкідливість
Борошнисті червці значно пригнічують уражені рослини.
Личинки і самки червців змушені висмоктувати з рослин дуже велику кількість соку, щоб забезпечити себе належною кількістю білків. Надлишки вуглеводів вони виділяють у вигляді густого цукристого сиропу, розбризкуючи його навколо себе. На даних цукристих виділеннях часто поселяються грибки, іноді повністю покриваючи листкову пластинку. Рослина не може належно здійснювати фотосинтез.
Укуси червця тяжко впливають на біохімічний баланс рослини.
У місцях скупчення червців виникають значні ураження судинної системи рослин.
Борошнисті червці розповсюджують вірусні захворювання.
Ослаблені паразитами рослини можуть легко заражатись грибковими та бактеріальними захворюваннями.

## Роди
- Acaciacoccus
- Acinicoccus
- Acrochordonus
- Adelosoma
- Agastococcus
- Albertinia
- Allomyrmococcus
- Allotrionymus
- Amonostherium
- Anaparaputo
- Anisococcus
- Annulococcus
- Anthelococcus
- Antonina
- Antoninella
- Antoninoides
- Apodastococcus
- Artemicoccus
- Asaphococcus
- Asphodelococcus
- Asteliacoccus
- Atriplicicoccus
- Atrococcus
- Australicoccus
- Australiputo
- Balanococcus
- Bessenayla
- Bimillenia
- Birendracoccus
- Boninococcus
- Boreococcus
- Bouhelia
- Brasiliputo
- Brevennia
- Brevicoccus
- Callitricoccus
- Calyptococcus
- Cannococcus
- Capitisetella
- Cataenococcus
- Chaetococcus
- Chaetotrionymus
- Chileputo
- Chlorococcus
- Chnaurococcus
- Chorizococcus
- Chryseococcus
- Cintococcus
- Circaputo
- Cirnecoccus
- Clavicoccus
- Coccidohystrix
- Coccura
- Coleococcus
- Colombiacoccus
- Conicosoma
- Conulicoccus
- Coorongia
- Cormiococcus
- Criniticoccus
- Crisicoccus
- Crocydococcus
- Cryptoripersia
- Cucullococcus
- Cyperia
- Cypericoccus
- Cyphonococcus
- Dawa
- Delococcus
- Delottococcus
- Densispina
- Discococcus
- Distichlicoccus
- Diversicrus
- Drymococcus
- Dysmicoccus
- Eastia
- Ehrhornia
- Electromyrmococcus
- Epicoccus
- Erimococcus
- Eriocorys
- Erioides
- Erium
- Eucalyptococcus
- Eumirococcus
- Eumyrmococcus
- Eupeliococcus
- Euripersia
- Eurycoccus
- Exilipedronia
- Farinococcus
- Ferrisia
- Ferrisicoccus
- Fijicoccus
- Fonscolombia
- Formicococcus
- Gallulacoccus
- Geococcus
- Glycycnyza
- Gomezmenoricoccus
- Gouxia
- Greenoripersia
- Grewiacoccus
- Hadrococcus
- Heliococcus
- Heterococcopsis
- Heterococcus
- Heteroheliococcus
- Hippeococcus
- Hopefoldia
- Humococcus
- Hypogeococcus
- Iberococcus
- Idiococcus
- Indococcus
- Inopicoccus
- Ityococcus
- Kenmorea
- Kermicus
- Kiritshenkella
- Lachnodiella
- Lachnodiopsis
- Lacombia
- Laingiococcus
- Laminicoccus
- Lankacoccus
- Lantanacoccus
- Lenania
- Leptococcus
- Leptorhizoecus
- Liucoccus
- Lomatococcus
- Londiania
- Longicoccus
- Maconellicoccus
- Macrocepicoccus
- Maculicoccus
- Madacanthococcus
- Madagasia
- Madangiacoccus
- Madeurycoccus
- Malaicoccus
- Malekoccus
- Mammicoccus
- Marendellea
- Mascarenococcus
- Maskellococcus
- Mauricoccus
- Melanococcus
- Metadenopsis
- Metadenopus
- Miconicoccus
- Mirococcopsis
- Mirococcus
- Miscanthicoccus
- Misericoccus
- Mizococcus
- Mollicoccus
- Mombasinia
- Moystonia
- Mutabilicoccus
- Nairobia
- Natalensia
- Neochavesia
- Neoclavicoccus
- Neoripersia
- Neosimmondsia
- Neotrionymus
- Nesococcus
- Nesopedronia
- Nesticoccus
- Nipaecoccus
- Novonilacoccus
- Octococcus
- Odacoccus
- Ohiacoccus
- Oracella
- Orococcus
- Orstomicoccus
- Oxyacanthus
- Palaucoccus
- Palmicultor
- Paludicoccus
- Pandanicola
- Papuacoccus
- Paracoccus
- Paradiscococcus
- Paradoxococcus
- Paraferrisia
- Paramococcus
- Paramonostherium
- Paramyrmococcus
- Parapaludicoccus
- Parapedronia
- Paraputo
- Pararhodania
- Paratrionymus
- Parkermicus
- Paulianodes
- Pedrococcus
- Pedronia
- Peliococcopsis
- Peliococcus
- Pellizzaricoccus
- Penthococcus
- Peridiococcus
- Phenacoccus
- Phyllococcus
- Pilococcus
- Planococcoides
- Planococcus
- Pleistocerarius
- Plotococcus
- Poecilococcus
- Polystomophora
- Porisaccus
- Porococcus
- Prorhizoecus
- Prorsococcus
- Pseudantonina
- Pseudococcus
- Pseudorhizoecus
- Pseudorhodania
- Pseudoripersia
- Pseudotrionymus
- Puto
- Pygmaeococcus
- Quadrigallicoccus
- Rastrococcus
- Renicaula
- Rhizoecus
- Rhodania
- Ripersia
- Ritsemia
- Rosebankia
- Saccharicoccus
- Sarococcus
- Scaptococcus
- Seabrina
- Serrolecanium
- Seyneria
- Spartinacoccus
- Sphaerococcus
- Spilococcus
- Spinococcus
- Stachycoccus
- Stemmatomerinx
- Stipacoccus
- Strandanna
- Stricklandina
- Strombococcus
- Synacanthococcus
- Syrmococcus
- Tangicoccus
- Tasmanicoccus
- Telocorys
- Tibetococcus
- Tomentocera
- Trabutina
- Tridiscus
- Trimerococcus
- Trionymus
- Trochiscococcus
- Turbinococcus
- Tylococcus
- Tympanococcus
- Ventrispina
- Villosicoccus
- Volvicoccus
- Vryburgia
- Xenococcus
- Yudnapinna